# Mogoltavia narynensis
Mogoltavia narynensis är en flockblommig växtart som beskrevs av Pimenov och Kljuykov. Mogoltavia narynensis ingår i släktet Mogoltavia och familjen flockblommiga växter. Inga underarter finns listade i Catalogue of Life.